# Hội chứng ruột ngắn
Hội chứng ruột ngắn (SBS, hoặc đơn giản là ruột ngắn) là một rối loạn kém hấp thu gây ra do thiếu ruột non chức năng. Triệu chứng chính là tiêu chảy, có thể dẫn đến mất nước, suy dinh dưỡng và giảm cân. Các triệu chứng khác có thể bao gồm đầy hơi, ợ nóng, cảm thấy mệt mỏi, không dung nạp đường sữa và phân có mùi hôi. Biến chứng có thể bao gồm thiếu máu và sỏi thận.
Hầu hết các trường hợp là do phẫu thuật cắt bỏ một phần lớn của ruột non. Điều này thường được yêu cầu do bệnh Crohn ở người lớn và viêm ruột hoại tử ở trẻ nhỏ. Các nguyên nhân khác bao gồm tổn thương ruột non từ các phương tiện khác và được sinh ra với ruột ngắn bất thường. Nó thường không phát triển cho đến khi ruột ngắn dưới 2m so với bình thường là  6.1m.
Điều trị có thể bao gồm một chế độ ăn uống cụ thể, thuốc hoặc phẫu thuật. Chế độ ăn kiêng có thể bao gồm các chất lỏng hơi mặn và hơi ngọt, bổ sung vitamin và khoáng chất, bữa ăn nhỏ thường xuyên và tránh thực phẩm nhiều chất béo. Thỉnh thoảng các chất dinh dưỡng cần được cung cấp qua đường truyền tĩnh mạch, được gọi là dinh dưỡng ngoài đường tiêu hóa. Các loại thuốc được sử dụng có thể bao gồm kháng sinh, thuốc kháng axit, loperamid, teduglutide và hormone tăng trưởng. Các loại phẫu thuật khác nhau, bao gồm ghép ruột, có thể có tác dụng với một số người.
Hội chứng ruột ngắn mới xuất hiện ở khoảng ba phần triệu người mỗi năm. Ước tính có khoảng 15.000 người mắc bệnh này ở Hoa Kỳ. Nó được Cơ quan y tế châu Âu phân loại là một bệnh hiếm gặp. Kết quả phụ thuộc vào lượng ruột còn lại và liệu ruột non có còn kết nối với ruột già hay không.